# Ponometia megocula
Ponometia megocula är en fjärilsart som beskrevs av Smith 1900. Ponometia megocula ingår i släktet Ponometia och familjen nattflyn. Inga underarter finns listade i Catalogue of Life.